# Heinrich Besserer
Heinrich Besserer (* 11. Februar 1916; † 2001) war ein deutscher Unternehmer.
Er war persönlich haftender Gesellschafter der Bleiwerk Goslar KG (heute: JL Goslar GmbH). Bis zum 31. Januar 1984 war er Präsident der Industrie- und Handelskammer Braunschweig und wurde bei seinem Ausscheiden aus dem Amt zum Ehrenpräsidenten ernannt.

## Ehrungen
- 1979: Verdienstkreuz 1. Klasse der Bundesrepublik Deutschland
- 1983: Großes Verdienstkreuz der Bundesrepublik Deutschland